# Pajarejos
Pajarejos is een gemeente in de Spaanse provincie Segovia in de regio Castilië en León met een oppervlakte van 8,26 km². Pajarejos telt 19 inwoners (1 januari 2016).

## Demografische ontwikkeling
Bron: INE, 1857-2011: volkstellingen